# Discothyrea globa
Discothyrea globa är en myrart som beskrevs av Auguste-Henri Forel 1905. Discothyrea globa ingår i släktet Discothyrea och familjen myror. Inga underarter finns listade i Catalogue of Life.